# Anomaloglossus verbeeksnyderorum
Anomaloglossus verbeeksnyderorum Barrio-Amorós, Santos & Jovanovic, 2010 è un anfibio anuro, appartenente alla famiglia degli Aromobatidi.

## Etimologia
L'epiteto specifico si riferisce a due famiglie di Dallas, Texas, i Verbeek e gli Snyder, che hanno vinto l'asta fatta dall'Amphibian Ark durante il “2008 Year of the Frog”. I fondi ottenuti sono stati utilizzati per ricerche sugli anfibi delle Ande.

## Distribuzione e habitat
È endemica dello stato di Amazonas in Venezuela, dove si trova a 56 m d'altitudine ad Atures.